# Ring Around Quartet
Il Ring Around Quartet è un quartetto vocale italiano attivo nel repertorio antico e contemporaneo.

## Biografia e attività
Dal 2015 la formazione comprende Vera Marenco (soprano), Manuela Litro (contralto), Umberto Bartolini (tenore) e Alberto Longhi (baritono), che talvolta si esibisce con un consort strumentale. 
Fondato nel 1993 a Genova da Vera Marenco e Umberto Bartolini, con Maria Teresa Gay e Stefano Papini , il quartetto si è formato con Rachid Safir e con l'Hilliard Ensemble e ha collaborato con musicisti quali Ennio Morricone , Matteo D’Amico, Claudio Ambrosini, Federico Ermirio, Pieralberto Cattaneo, Raoul De Smet, Raymond Schroyens, Riccardo Dapelo, Andrea Basevi e altri.

L'ensemble è stato premiato da Arvo Pärt all'edizione 2003 del Concorso Seghizzi, in cui è risultato vincitore nella categoria riservata ai gruppi vocali e complessi italiani .

Il Ring Around si è imposto all'attenzione del pubblico e della critica nel 2004, grazie allo spettacolo "Gioco di voci" che accosta la polifonia rinascimentale all’espressività corporea, spettacolo presentato al Festival dei Due Mondi su invito di Gian Carlo Menotti . Da allora i quattro componenti hanno intrapreso un'intensa attività concertistica in Italia e all’estero.

Si è esibito, tra le altre sedi, alla Fondazione Teatro La Fenice di Venezia, al Festival dei Due Mondi di Spoleto, al Centro Pietà De’ Turchini di Napoli , al Bologna Festival , alla stagione dell’Abbazia di Royaumont di Parigi, all’Accademia Filarmonica di Messina, alla Filarmonica di Bologna, alla Società Filarmonica di Trento , a MiTo , al Teatro della Pergola di Firenze, al Festival Villa Solomei , alla Fondazione Brunello e Federica Cucinelli, al Teatro Politeama di Palermo, al Teatro Carlo Felice di Genova.

Ha effettuato tournée con l'Orchestra Regionale della Toscana.

Il quartetto è stato più volte ospite ai concerti del Palazzo del Quirinale, in diretta per l'emittente radio RAI Radio 3, e della Giovine Orchestra Genovese di Genova.

Nel repertorio del quartetto spiccano la chanson francese del XVI secolo (Josquin Desprez, Clément Janequin, Orlando di Lasso, Claudin de Sermisy, Jacques Arcadelt), il genere della Frottola italiana  e della Villanella Napoletana. 
Il gruppo ha in repertorio capolavori del repertorio sacro tra cui la Messa di Notre Dame di Guillaume de Machaut.
L’ultimo dei lavori discografici è "Frottole", pubblicato da Naxos nel 2015 . 

## Principali registrazioni
- Musiche per Van Dyck, 1997, Rivoalto, ripubblicato nel 2013 da Newton Classics
- Volgete gli occhi a tante meraviglie, 2004, Philharmonia
- Gioco di Voci, 2004, Philharmonia
- Natale in Canto, 2008, Musicaround
- Frottole, 2015, Naxos Records